# St. Raphael (Wolfsburg)

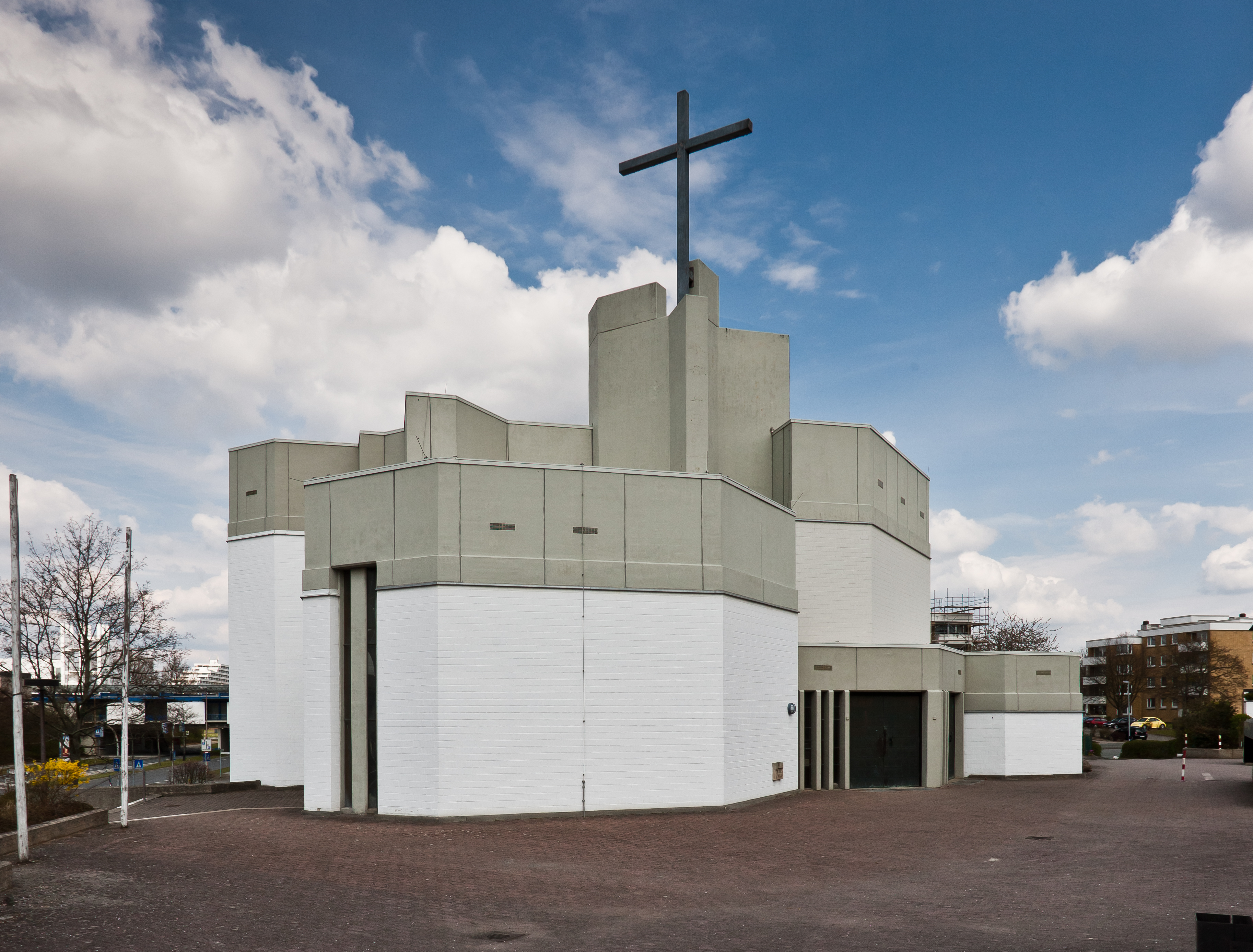
Kirche von Süden

Die Kirche Sankt Raphael ist die katholische Kirche in Detmerode, einem Stadtteil von Wolfsburg in Niedersachsen. Die nach dem Erzengel Raphael benannte Kirche befindet sich in der John-F.-Kennedy-Allee 7 (Ecke Kurt-Schumacher-Ring) und gehört zur Pfarrgemeinde St. Christophorus im Bistum Hildesheim. Sie ist heute die jüngste Kirche im Dekanat Wolfsburg-Helmstedt und als Baudenkmal (Nr. 42005179) ausgewiesen. Das Einzugsgebiet der Kirche umfasst die Stadtteile Detmerode, dort wohnen heute (2013) etwa 1560 Katholiken (ca. 21 % der Bevölkerung), und Westhagen.

## Geschichte

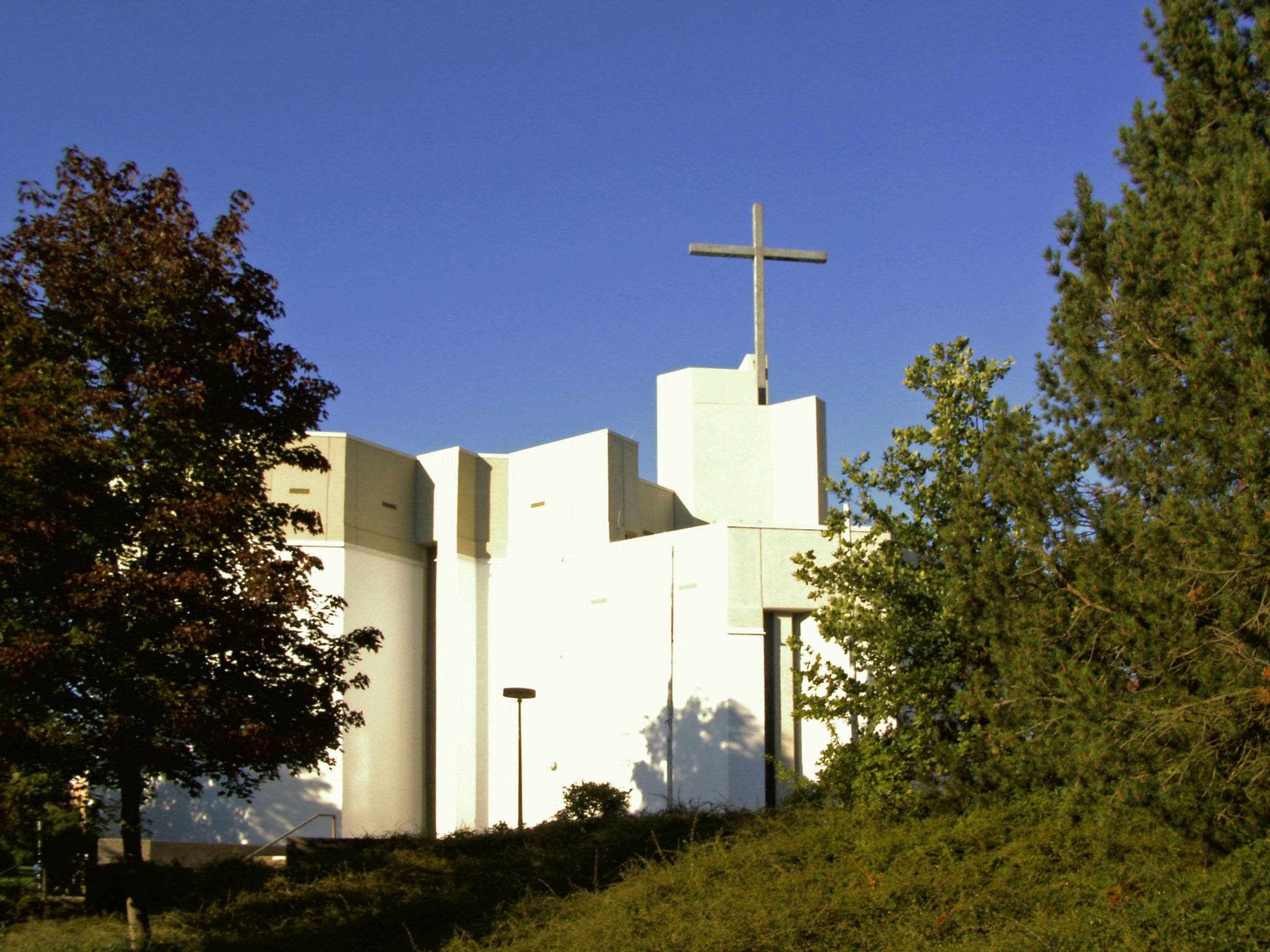
Kirche von Südwesten

Bereits zum 1. Oktober 1964 wurde der noch im Aufbau befindliche Stadtteil Detmerode ein selbstständiger Seelsorgebezirk, und Wim van der Zande begann als erster Priester seinen Dienst. Am 1. Advent desselben Jahres fand die erste Heilige Messe in einem Raum der Volksschule XIII., der heutigen Freien Waldorfschule Wolfsburg, statt. Ab dem 20. März 1967 fanden die Heiligen Messen in einer zur Kapelle ausgebauten Garage eines Privathauses am Kurt-Schumacher-Ring statt, gelegentlich war die Gemeinde auch in der nahegelegenen evangelischen Stephanuskirche zu Gast. Diese Kapelle verfügte bereits über einen Tabernakel.
1964 begann auch bereits die Planung für das Kirchenzentrum, am 20. Mai 1965 wurde ein Kirchbauverein gegründet. Frühe Planungen, die Kirche neben der Stephanuskirche zu bauen, wurden nicht umgesetzt. Die Querelen und undurchsichtigen Manöver im Rahmen des mehrfach abgebrochenen Architekturwettbewerbs im Vorfeld des Kirchenbaus Mitte bis Ende der 1960er Jahre wurden 2016 von dem Bauhistoriker Stefan Amt nachgezeichnet, der auch die nicht realisierten Entwürfe aus dem letztlich nicht berücksichtigten Wettbewerb erstmals publizierte.
Am 20. Februar 1971 erfolgte der erste Spatenstich. Am 19. März 1972 folgte die Grundsteinlegung der Kirche, und am 15. September desselben Jahres das Richtfest. Zum 1. Januar 1973 wurde die Gemeinde zur selbstständigen Kirchengemeinde erhoben, im Februar 1973 folgte die Einweihung des Raphaelhauses (Gemeindezentrum). Ab dem 5. März 1973 wurde ein Raum des neuerbauten Gemeindezentrums, in dem im Oktober 1973 eine Altenbegegnungsstätte eröffnet wurde, als Kapelle genutzt. Am 3. Juni 1973 wurde die Kirche von Bischof Heinrich Maria Janssen geweiht, in den Hauptaltar wurden Reliquien der heiligen Märtyrer Prudentius und Jucundina eingeschlossen. Die jährliche Feier des Kirchweihfestes wurde auf den 6. Sonntag nach Ostern festgesetzt. 1982 wurde die Kirchengemeinde zur Pfarrei erhoben, im selben Jahr entstand auch aus dem Kirchbauverein der Förderverein der St. Raphael-Kirchengemeinde e. V.
1996 wurde aus den Pfarrgemeinden Mutterschaft Mariens in Fallersleben, St. Raphael und St. Elisabeth in Westhagen die Seelsorgeeinheit Wolfsburg-Süd gegründet. Seit dem 1. November 2006 gehört die Kirche zum Dekanat Wolfsburg-Helmstedt; zuvor gehörte sie zum Dekanat Wolfsburg, welches zu diesem Zeitpunkt umbenannt und um den Helmstedter Teil des damals aufgelösten Dekanats Helmstedt-Wolfenbüttel vergrößert wurde. Im September 2009 ging der letzte ortsansässige Pfarrer in den Ruhestand und verließ Detmerode. Seit dem 1. September 2010 gehört die Kirche zur Pfarrgemeinde St. Christophorus. 2012 wurde die ehemalige Pfarrwohnung in die angrenzende Kindertagesstätte integriert. Durch die Profanierung der St.-Elisabeth-Kirche am 19. November 2016 vergrößerte sich das Einzugsgebiet der Kirche, das ursprünglich nur Detmerode umfasste, um den Nachbarstadtteil Westhagen. Auch ist St. Raphael seitdem die jüngste noch bestehende Kirche im Dekanat Wolfsburg-Helmstedt.

## Architektur und Ausstattung

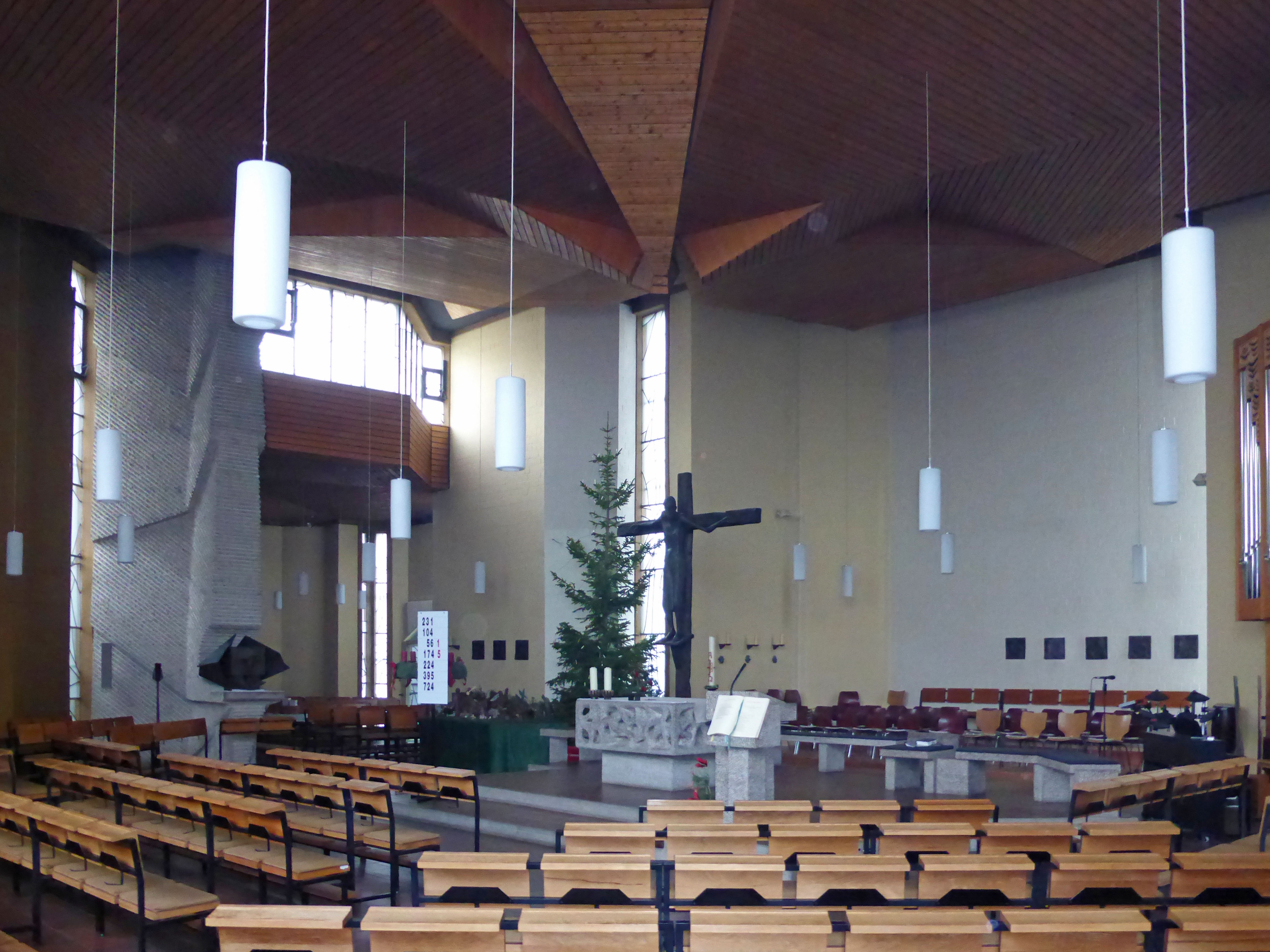
Innenansicht

Die Kirche und das ganze Gemeindezentrum wurden von Toni Hermanns (1915–2007) aus Kleve entworfen, der sonst überwiegend Bauwerke in Nordrhein-Westfalen errichtet hat. Die Planungs- und Bauausführungsphase war von heftigen Auseinandersetzungen mit den städtischen und kirchlichen Verantwortlichen am Ort und unter deren Druck ständigen massiven Planungsänderungen bis weit in die 1970er Jahre geprägt, in deren Verlauf der Sohn von Toni Hermanns, Hannes Hermanns, zunehmend in die Bearbeitung einbezogen wurde. Alle Gebäude des Kirchenzentrums wurden aus Kalksandsteinen und Beton errichtet. Die als Zentralbau ausgeführte Kirche befindet sich in rund 97 Meter Höhe über dem Meeresspiegel und verfügt über 248 Sitzplätze, in ihrem Zentrum erhebt sich die frei im Raum angeordnete Altarinsel. Der Hauptaltar, das freistehende Kreuz mit Korpus, der Ambo, der Tabernakel, die Marienstatue und die Türgriffe wurden von Hanns Joachim Klug entworfen. Der aus Bronze gearbeitete Tabernakel befindet sich in der Nische eines felsartigen Mauervorsprungs an der Südseite des Kirchenraumes. Der Kreuzweg ist ein Werk von Professor Kalmbach aus Gifhorn. Ein Beichtstuhl ist in die Außenwand eingelassen. An den Kirchenraum schließt sich im Südwesten eine zum Kirchenraum offene Kapelle an, in der sich neben einer Marienstatue auch eine Statue des heiligen Antonius von Padua befindet. Geplante Buntglasfenster wurden aus Kostengründen nicht ausgeführt, stattdessen wurde eine Bleiverglasung aus Industriegläsern eingesetzt. Eine Darstellung des Erzengels Raphael befindet sich auf dem Türgriff der Kirchentür.

### Orgel

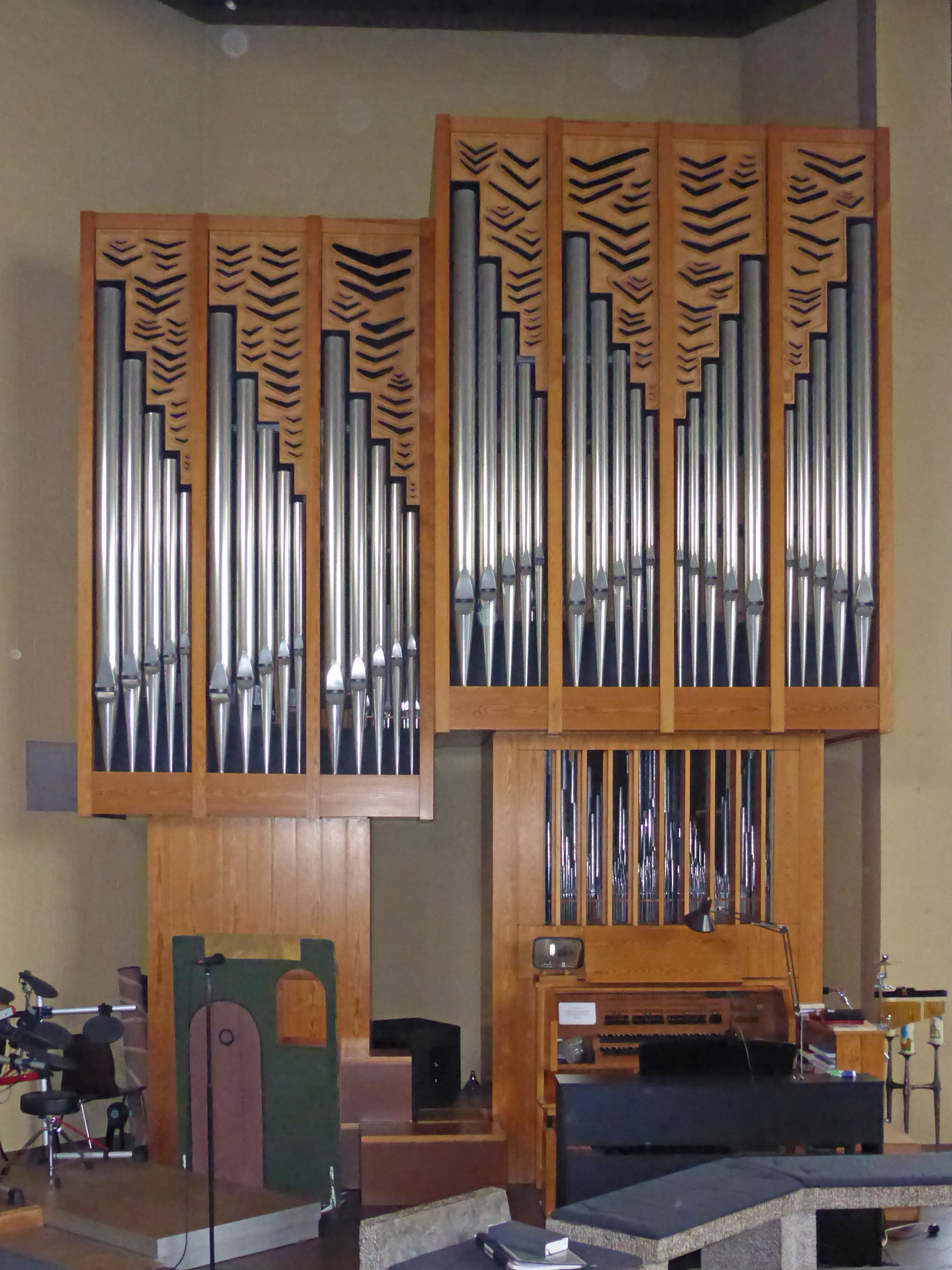
Orgel

Die von der Firma Orgelbau Hoffmann aus Ostheim errichtete Orgel gehörte nicht zur ursprünglich geplanten Kircheneinrichtung und bildet aus denkmalpflegerischer Sicht einen Fremdkörper in der Kirche. Sie wurde am 26. April 1981 eingeweiht. Das Schleifladen-Instrument hat 23 Register auf zwei Manualen und Pedal. Die Spieltrakturen sind mechanisch, die Registertrakturen sind elektrisch.
| I. Hauptwerk C–g3 |       |
| Prinzipal         | 8′    |
| Rohrflöte         | 8′    |
| Oktave            | 4′    |
| Koppelflöte       | 4′    |
| Quinte            | 2 ⁄3′ |
| Superoktave       | 2′    |
| Mixtur IV         | 1 ⁄3′ |
| Trompete          | 8′    |

| II. Schwellwerk C–g3 |        |
| Holzgedeckt          | 8′     |
| Spitzgamba           | 8′     |
| Prinzipal            | 4′     |
| Blockflöte           | 4′     |
| Nasat                | 2 ⁄3′  |
| Waldflöte            | 2′     |
| Terz                 | 1 3⁄5′ |
| Scharff III          | 1’     |
| Oboe                 | 8’     |
| Tremulant            |        |

| Pedalwerk C–f1 |     |
| Subbaß         | 16′ |
| Oktavbaß       | 8′  |
| Bordun         | 8′  |
| Gemshorn       | 4′  |
| Mixtur IV      | 2′  |
| Posaune        | 16′ |

- Koppeln: II/I, I/P, II/P
- 3 freie Kombinationen, Tutti, Zungenabsteller

## Weitere katholische Einrichtungen in Detmerode
- Die Kindertagesstätte St. Raphael befindet sich neben der Kirche. Sie wurde am 1. September 1972 eröffnet und betreut heute in sechs altersübergreifenden Gruppen etwa 120 Kinder.
- Die benachbarte Sozialstation Wolfsburg-Süd der Caritas besteht seit 1988.
- Das von der katholischen Kirche erbaute Senioren- und Pflegeheim Johannes Paul II., dessen Grundsteinlegung im Oktober 2004 erfolgte, wurde am 12. Dezember 2005 feierlich eröffnet.[3] Am 1. März 2013 übernahm das evangelische Diakonische Werk Wolfsburg gGmbH die Trägerschaft der Einrichtung.
- Eine Zweigniederlassung der katholischen Eichendorff-Grundschule bestand von 1982 bis 1997 in der Detmeroder Johann-Gottfried-Herder-Schule. Zuvor befand sie sich in Westhagen, 1996/97 zog sie an ihren heutigen Standort im Stadtteil Rabenberg.[4]